# Lista dos 100 melhores filmes de animação brasileiros segundo a ABRACCINE
A lista dos 100 melhores filmes de animação brasileiros reúne o resultado de uma inquirição realizada pela Associação Brasileira de Críticos de Cinema (ABRACCINE) com a participação dos principais críticos de cinema do Brasil. A lista foi publicada em um livro em edição de luxo chamado "Animação Brasileira - 100 Filmes Essenciais". Seu lançamento ocorreu em julho de 2018.
O livro também tem ensaios sobre as obras eleitas.

## Lista
| Rank | Título                                             | Ano       | Direção                                   |
| ---- | -------------------------------------------------- | --------- | ----------------------------------------- |
| 1    | O Menino e o Mundo                                 | 2013      | Alê Abreu                                 |
| 2    | Uma História de Amor e Fúria                       | 2013      | Luiz Bolognesi                            |
| 3    | Meow!                                              | 1981      | Marcos Magalhães                          |
| 4    | Até que a Sbórnia nos Separe                       | 2013      | Otto Guerra e Ennio Torresan              |
| 5    | Dossiê Rê Bordosa                                  | 2008      | Cesar Cabral                              |
| 6    | Sinfonia Amazônica                                 | 1953      | Anélio Latini Filho                       |
| 7    | Guida                                              | 2014      | Rosana Urbes                              |
| 8    | Boi Aruá                                           | 1984      | Chico Liberato                            |
| 9    | Wood & Stock: Sexo, Orégano e Rock'n'Roll          | 2006      | Otto Guerra                               |
| 10   | Animando                                           | 1983      | Marcos Magalhães                          |
| 11   | Frankenstein Punk                                  | 1986      | Eliana Fonseca e Cao Hamburger            |
| 12   | As Aventuras da Turma da Mônica                    | 1982      | Mauricio de Sousa                         |
| 13   | Até a China                                        | 2015      | Marão                                     |
| 14   | Cassiopeia                                         | 1996      | Clóvis Vieira                             |
| 15   | O Projeto do Meu Pai                               | 2016      | Rosaria Moreira                           |
| 16   | Torre                                              | 2017      | Nádia Mangolini                           |
| 17   | De Janela pro Cinema                               | 1999      | Quiá Rodrigues                            |
| 18   | Piconzé                                            | 1972      | Ypê Nakashima                             |
| 19   | O Grilo Feliz                                      | 2001      | Walbercy Ribas                            |
| 20   | Linear                                             | 2012      | Amir Admoni                               |
| 21   | O Dragãozinho Manso: Jonjoca                       | 1942      | Humberto Mauro                            |
| 22   | Castillo & el Armado                               | 2014      | Pedro Harres                              |
| 23   | A Garota das Telas                                 | 1988      | Cao Hamburger                             |
| 24   | As Aventuras do Avião Vermelho                     | 2015      | José Maia e Frederico Pinto               |
| 25   | Menina da Chuva                                    | 2010      | Rosaria                                   |
| 26   | Almas em Chamas                                    | 2000      | Arnaldo Galvão                            |
| 27   | Historietas Assombradas (para Crianças Malcriadas) | 2005      | Victor-Hugo Borges                        |
| 28   | Vinil Verde                                        | 2004      | Kleber Mendonça Filho                     |
| 29   | As Aventuras do Virgolino                          | 1939      | Luiz Sá                                   |
| 30   | Macaco Feio... Macaco Bonito...                    | 1928      | Luis Seel e João Stamato                  |
| 31   | Deus É Pai                                         | 1999      | Allan Sieber                              |
| 32   | Novela                                             | 1992      | Otto Guerra                               |
| 33   | Amassa Que Elas Gostam                             | 1998      | Fernando Coster                           |
| 34   | A Princesa e o Robô                                | 1983      | Mauricio de Sousa                         |
| 35   | Minhocas                                           | 2013      | Paolo Conti e Arthur Nunes                |
| 36   | Eu Queria Ser Um Monstro                           | 2009      | Marão                                     |
| 37   | The MASP Movie                                     | 1986      | Hamilton Zini Jr.                         |
| 38   | O Divino, de Repente                               | 2009      | Fábio Yamaji                              |
| 39   | O Quebra Cabeça de Tarik                           | 2015      | Maria Leite                               |
| 40   | Adeus                                              | 1988      | Céu D'Ellia                               |
| 41   | Ritos de Passagem                                  | 2012      | Chico Liberato                            |
| 42   | Quando os Dias Eram Eternos                        | 2016      | Marcus Vinícius Vasconcelos               |
| 43   | O Átomo Brincalhão                                 | 1964      | Roberto Miller                            |
| 44   | O Céu no Andar de Baixo                            | 2010      | Leonardo Cata Preta                       |
| 45   | Vida Maria                                         | 2007      | Márcio Ramos                              |
| 46   | Josué e o Pé de Macaxeira                          | 2009      | Diego Viegas                              |
| 47   | Pudim de Morango                                   | 1979      | Irmãos Wagner                             |
| 48   | Furicó e Fiofó                                     | 2011      | Fernando Miller                           |
| 49   | Graffiti Dança                                     | 2013      | Rodrigo EBA!                              |
| 50   | Rocky & Hudson: Os Caubóis Gays                    | 1994      | Otto Guerra                               |
| 51   | Jonas e Lisa                                       | 1995      | Zabelle Côté e Daniel Schorr              |
| 52   | Balloons                                           | 2007      | Jonas Brandão                             |
| 53   | Calango Lengo: Morte e Vida Sem Ver Água           | 2008      | Fernando Miller                           |
| 54   | Passo                                              | 2007      | Alê Abreu                                 |
| 55   | Tyger                                              | 2006      | Guilherme Marcondes                       |
| 56   | Faroeste: Um Autêntico Western                     | 2013      | Wesley Rodrigues                          |
| 57   | Noturno                                            | 1986      | Aida Queiroz                              |
| 58   | Tzubra Tzuma                                       | 1983      | Flávio Del Carlo                          |
| 59   | Deu no Jornal                                      | 2005      | Yanko Del Pino                            |
| 60   | Yansan                                             | 2006      | Carlos Eduardo Nogueira                   |
| 61   | Casa de Máquinas                                   | 2007      | Daniel Herthel e Maria Leite              |
| 62   | Hamlet                                             | 1975      | José Rubens Siqueira                      |
| 63   | Tempestade                                         | 2010      | Cesar Cabral                              |
| 64   | Ballet de Lissajous                                | 1973      | Aluizio Arcela Junior e José Mário Parrot |
| 65   | Até o Sol Raiá                                     | 2007      | Leandro Amorim e Fernando Jorge           |
| 66   | Os Anjos do Meio da Praça                          | 2010      | Alê Camargo e Camila Carrossine           |
| 67   | Vênus: Filó, a Fadinha Lésbica                     | 2017      | Sávio Leite                               |
| 68   | Cabeça Papelão                                     | 2004      | Quiá Rodrigues                            |
| 69   | Balanços e Milkshakes                              | 2010      | Fernando Mendes e Erick Ricco             |
| 70   | Céu, Inferno e Outras Partes do Corpo              | 2011      | Rodrigo John                              |
| 71   | A Saga da Asa Branca                               | 1979      | Lula Gonzaga de Oliveira                  |
| 72   | Caminho dos Gigantes                               | 2016      | Alois Di Leo                              |
| 73   | O Ex-Mágico                                        | 2016      | Olímpio Costa e Maurício Nunes            |
| 74   | Abstrações: Estudos n. 1                           | 1960      | R. F. Lucchetti e Bassano Vaccarini       |
| 75   | AmigãoZão                                          | 2005      | Andrés Lieban                             |
| 76   | Castelos de Vento                                  | 1998      | Tania Anaya                               |
| 77   | Dia Estrelado                                      | 2011      | Nara Normande                             |
| 78   | Planeta Terra                                      | 1986      | coletivo                                  |
| 79   | Viagem na Chuva                                    | 2014      | Wesley Rodrigues                          |
| 80   | El Macho                                           | 1993      | Ennio Torresan                            |
| 81   | Quando os Morcegos se Calam                        | 1986      | Fabio Lignini                             |
| 82   | Chifre de Camaleão                                 | 2000      | Marão                                     |
| 83   | Faz Mal... 2, Super-Tição!                         | 1984      | Stil                                      |
| 84   | Aquarela                                           | 2003      | Andrés Lieban                             |
| 85   | Belowars                                           | 2008      | Paulo Munhoz                              |
| 86   | A Lasanha Assassina                                | 2002      | Ale McHaddo                               |
| 87   | Cidade Fantasma                                    | 1999      | Lisandro Santos                           |
| 88   | Primeiro Movimento                                 | 2006      | Érica Valle                               |
| 89   | Peixonauta: Agente Secreto da O.S.T.R.A.           | 2012      | Célia Catunda e Kiko Mistrorigo           |
| 90   | História Antes de Uma História                     | 2014      | Wilson Lazaretti                          |
| 91   | Égun                                               | 2015      | Helder Quiroga                            |
| 92   | Campo Branco                                       | 1997      | Telmo Carvalho                            |
| 93   | Informística                                       | 1986      | Cesar Coelho                              |
| 94   | Fluxos                                             | 2014      | Diego Akel                                |
| 95   | Engolervilha                                       | 2003      | coletivo                                  |
| 96   | Juro que vi                                        | 2003-2009 | Humberto Avelar                           |
| 97   | Lúmen                                              | 2007      | William Salvador                          |
| 98   | Os Três Porquinhos                                 | 2006      | Cláudio Roberto                           |
| 99   | Reflexos                                           | 1974      | Antônio Moreno e Stil                     |
| 100  | Linhas e Espirais                                  | 2009      | Diego Akel                                |